# Анкалагон (ссавець)
Анкалагон (Ankalagon saurognathus) — викопний хижий ссавець родини мезоніхиди. Мешкав в Північній Америці в палеоцені, близько 63,3—60,2 млн років тому.
Відомий з палеоценових відкладень в Нью-Мексико, анкалагон — найбільший з мезоніхід палеоцену Північної Америки. Мав добре виражений статевий диморфізм.

## Опис
Анкалагон відрізнявся від предкового виду Dissacus своїм розміром, близьким до сучасного ведмедя, тоді як його предок, Dissacus, за розміром був близький скоріше до шакала або койота. Єдиним з американських мезоніхід, хто перевершив за розміром анкалагона, були великі види ранньоеоценового роду пахіени (Pachyaena), такі як P. gigantea і P. ossifraga, які також досягали розміру ведмедя.
Про статевий диморфізм можна судити по тому факту, що деякі щелепні кістки були більшими й мали масивніші корінні зуби, більш пристосовані для розгризання кісток, ніж інші знайдені щелепи. Передбачається, що більші за розмірами щелепи належали самцям.

## Екологія
Сильні щелепи, гострі загнуті ікла і трикутні корінні зуби (характерні також для інших мезоніхід) свідчать, що A. saurognathus був хижаком, перебувавшим на вершині харчового ланцюга. Масивні кутні зуби самців свідчать, що самці також були падальниками та гризли кістки.

## Історія назви
Назва роду походить від казкового Анкалагона, згаданого в «Сильмариліоні» Дж. Р. Р. Толкіна, найбільшого і найлютішого з усіх в Середзем'ї, одного з могутніх слуг лиходія Моргот. Згідно з Толкіном, ім'я Анкалагон мовою Синдарін має таке значення: anc = «щелепа», alag = «стрімкий».
Анкалагон було відкрито в Нью-Мексико в ХІХ столітті й спочатку отримав назву Dissacus saurognathus. Наприкінці ХХ століття, вивчивши його останки, Лі Ван Вален прийшов до висновку, що D. saurognathus відрізнявся від подібного виду D. navajovius, як і від інших представників роду Dissacus, і виділив його в окремий рід. Назва «Ancalagon», яку він хотів дати роду, виявилося зайнято середньокембрієвим хробаком — приапуліди Ancalagon minor, якого описав Саймон Конвей Морріс — передбачуваним предком паразитичних акантоцефалів. Тому Ван Вален замінив в назві букву «c» на «k».